# Линдбергс, Язепс
Язепс Линдбергс (латыш. Jāzeps Lindbergs; 4 мая 1922, Рига — 6 сентября 1994, там же) — латвийский дирижёр.
Учился в Латвийской государственной консерватории им. Я. Витола по классу фортепиано у профессора Арвида Жилинского. В 1950 г. был арестован и репрессирован, отбывал заключение под Красноярском. По возвращении из лагеря окончил консерваторию по классу дирижирования Эдгара Тона (1961).
Работал в Латвийской национальной опере, был известен как специалист по творчеству современных композиторов. Профессор Латвийской консерватории; среди его учеников, в частности, Ромуалдс Калсонс.